# محشور (آلبوم کافی)
محشور (انگلیسی: Rapture) آلبوم چندآهنگه از خواننده جامائیکایی، کافی (خواننده) است که در ۲۰۱۹ منتشر و برندهٔ جایزه گرمی بهترین آلبوم رگی شد.